# フォード・マスタング GT3
フォード・マスタングGT3（Ford_Mustang_GT3）は、GT3規定に従ってフォード・パフォーマンスとマルチマティック・モータースポーツによって設計・開発されたレーシングカーである。
2022年には、フォード・マスタングGT3が開発中であることが発表された。この車は、フォード・マスタングの第7世代モデルをベースにしたレースバリアントである。2023年6月9日、ル・マン24時間レースの100周年を記念して公開された。初めてのレースは、2024年のデイトナ24時間レースである。この車は、IMSA スポーツカー選手権やFIA世界耐久選手権（WEC）、さらにGTワールドチャレンジなどの主要なGTシリーズに参戦。ドイツのレーシングチーム「プロトン・コンペティション」が、フォード・マスタングGT3を初めて使用するカスタマーチームとして確認されている。

## 開発と発表
2022年、フォードはマスタングGT3の開発を進めていることを発表した。このプロジェクトは、フォード・パフォーマンスとカナダのマルチマティック・モータースポーツが共同で設計・開発を担当した。ベースとなる車両は第7世代のフォード・マスタングであり、GT3カテゴリーに適合するように各種の改良が施された。
2023年6月9日、ル・マン24時間レースの100周年記念イベントにおいて、フォード・マスタングGT3が正式に公開された。この発表により、フォードがGT3レーシングに本格的に参入することが明らかとなった。

## レースデビュー
フォード・マスタングGT3は、2024年のデイトナ24時間レースで初めて実戦投入された。このレースを皮切りに、IMSAスポーツカー選手権やFIA世界耐久選手権（WEC）、GTワールドチャレンジなどの主要GTシリーズで競技を行っている。

## カスタマーチーム
フォード・マスタングGT3はカスタマーチームにも提供されており、ドイツのレーシングチーム「プロトン・コンペティション」が初めてこの車両を使用するチームとして確認された。

## 仕様
フォード・マスタングGT3の詳細な仕様は以下の通りである。
- ベース車両：フォード・マスタング（第7世代）
- エンジン：フォード製V8エンジン（詳細なスペックは未公表）
- 駆動方式：後輪駆動（FR）
- 開発パートナー：フォード・パフォーマンス、マルチマティック・モータースポーツ
- 競技カテゴリー：GT3
- 主な参戦シリーズ：
  - IMSAスポーツカー選手権
  - FIA世界耐久選手権（WEC）
  - GTワールドチャレンジ